# Varronia corallicola
Varronia corallicola là loài thực vật có hoa trong họ Mồ hôi. Loài này được (Ekman) Borhidi miêu tả khoa học đầu tiên năm 1988.